# Чжан Хайпен
Чжан Хайпен (кит.: 張海鵬, 1868 - 1949) — китайський генерал, який перейшов на бік Японії та Маньчжоу-го.

## Життєпис
На початку жовтня 1931, після Маньчжурського інциденту, в Таонані (провінція Ляонін), генерал Чжан Хайпен, який командував 2-ї бригадою Провінційної Оборони, прийняв командування силами Маньчжурської імператорської армії, оголосив район незалежним від Китаю в обмін на поставку великої кількості військової техніки японській армії. Генерал розпочав бойові дії проти армії Ма Чжаньшаня, призначеного губернатором провінції Хейлунцзян. Чжан Хайпен запропонував йому здатися. За рекомендацією Сігеру Хондзьо Чжан обережно висунув передові загони. Авангард був атакований силами Ма Чжаньшаня. Китайська армія зазнала поразки та відступила. Після створення держави Маньчжоу-го в березні 1932 Чжан Хайпен перейменував свої війська в Армію Таоляо (тобто «Таонань- Ляо нінська армія»), особовий склад якої поповнили маньчжурські добровольці. У 1933 сформована Армія оборони Жехе.
Пішов у відставку в 1941. Після поразки Японії у II світовій війні намагався втекти, але був заарештований і страчений за зраду.